# Marchastel (Cantal)
Marchastel (okzitanisch Marchastèl) ist eine französische Gemeinde mit 132 Einwohnern (Stand 1. Januar 2022) im Département Cantal in der Region Auvergne-Rhône-Alpes (vor 2016 Auvergne). Sie gehört zum Kanton Riom-ès-Montagnes im Arrondissement Saint-Flour. Die Einwohner werden Marchastellous genannt.

## Lage
Marchastel liegt etwa 44 Kilometer nordnordöstlich von Aurillac. Das Gemeindegebiet wird vom Fluss Grolle durchquert, an der westlichen Gemeindegrenze verläuft die Petite Rhue.
Nachbargemeinden sind Saint-Amandin im Norden, Lugarde im Osten, Saint-Saturnin im Südosten, Cheylade im Süden, Apchon im Südwesten sowie Riom-ès-Montagnes im Westen.

## Bevölkerungsentwicklung
| Jahr                       | 1962 | 1968 | 1975 | 1982 | 1990 | 1999 | 2006 | 2011 | 2019 |
| -------------------------- | ---- | ---- | ---- | ---- | ---- | ---- | ---- | ---- | ---- |
| Einwohner                  | 505  | 513  | 410  | 305  | 216  | 169  | 165  | 150  | 154  |
| Quellen: Cassini und INSEE |      |      |      |      |      |      |      |      |      |

## Sehenswürdigkeiten
- Kirche Sainte-Croix-Saint-Pierre aus dem 12. Jahrhundert, seit 1992 Monument historique

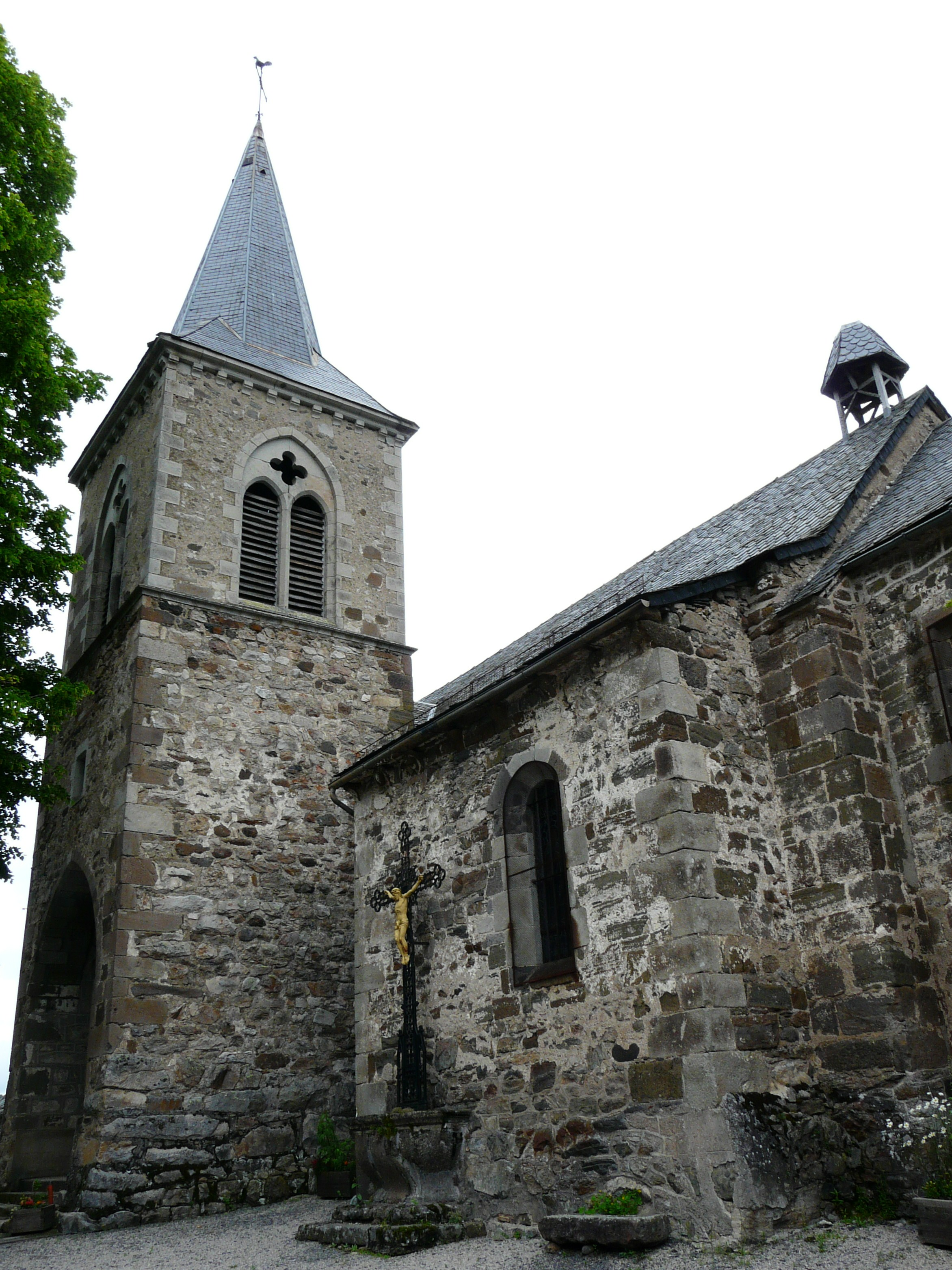
Kirche Sainte-Croix-Saint-Georges